# Zábrdí
Zábrdí (en allemand : Zabrd) est une commune du district de Prachatice, dans la région de Bohême-du-Sud, en République tchèque. Sa population s'élevait à 65 habitants en 2023.

## Géographie
Zábrdí se trouve à 5 km au nord-ouest de Prachatice, à 40 km à l'ouest-nord-ouest de České Budějovice et à 123 km au sud-sud-ouest de Prague. Le territoire de la commune est traversé du sud au nord par la rivière Blanice.
La commune est limitée par Lažiště au nord-ouest, par Dvory au nord, par Prachatice à l'est, par Záblatí au sud et par Kratušín et Drslavice à l'ouest.

## Histoire
La première mention écrite du village date de 1359.

## Galerie

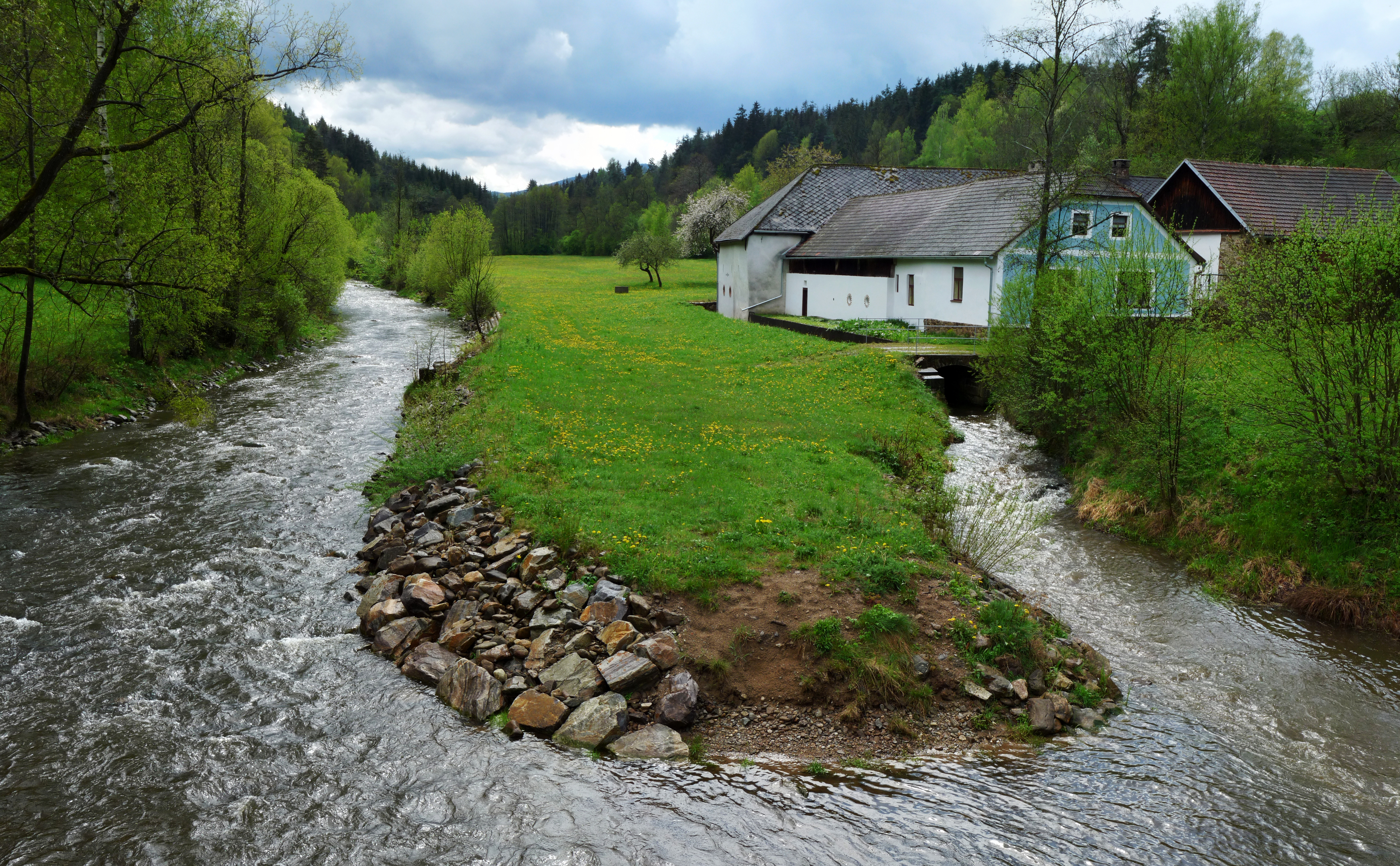
Zábrdí : ancien moulin.
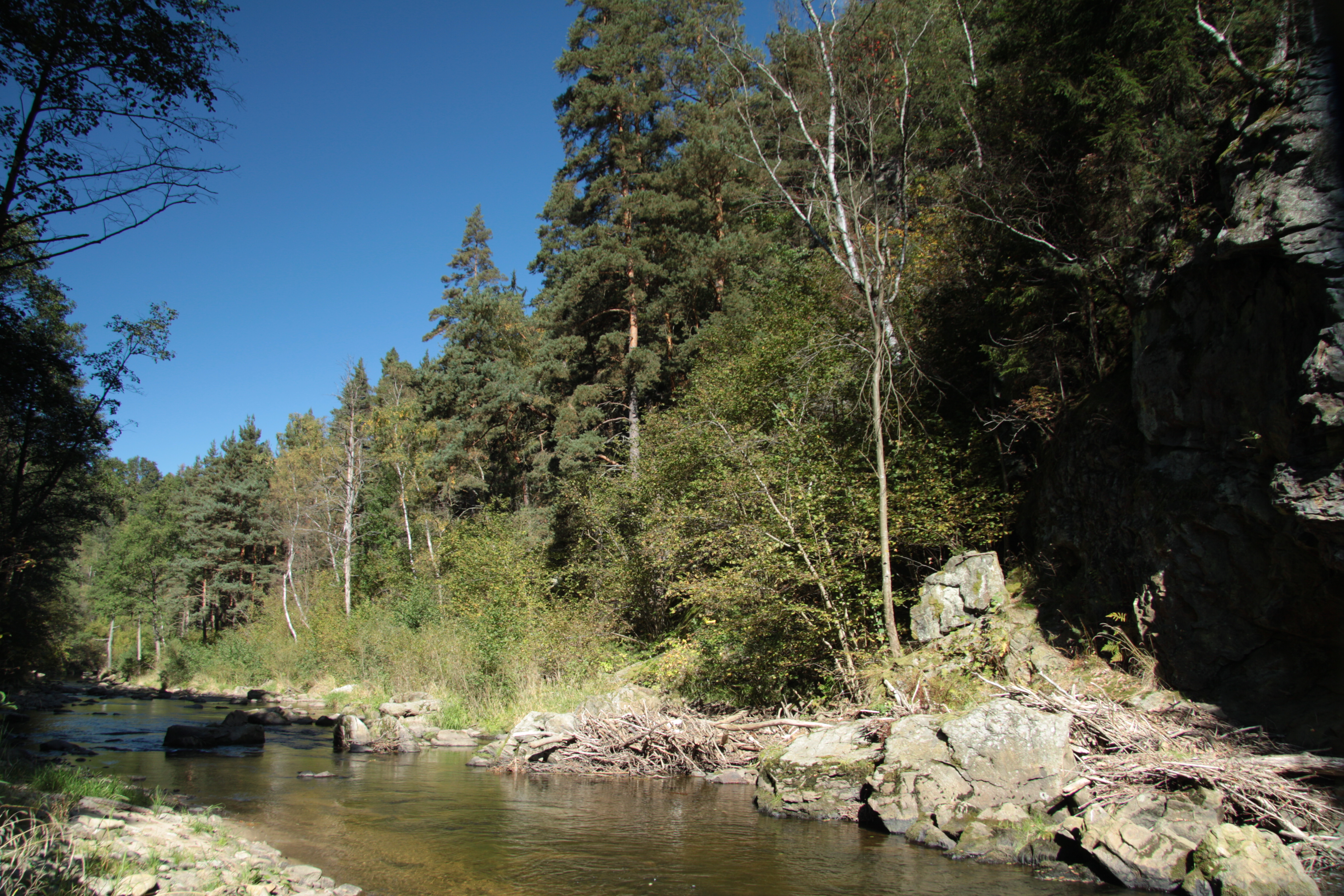
Espace naturel protégé.

## Transports
Par la route, Zábrdí se trouve à 9 km de Prachatice, à 50 km de Ceské Budejovice et à 152 km de Prague.